# Kallós Zsigmond
Kallós Zsigmond, Kohn (Pusztafödémes, 1876. november 7. – Budapest, 1955. december 3.) irodalomtörténész, etnográfus, gimnáziumi tanár.

## Életútja
Kallós (Kohn) Izidor (1850–1922) és Ringwald Róza fiaként született. A középiskola első két osztályát a nagyszombati érseki főgimnáziumban járta, a többit a budapesti Barcsay utcai gimnáziumban végezte. A Budapesti Tudományegyetem hallgatója lett, ahol 1900-ben doktorált. A tagadás nyelvünkben című doktori értekezése elnyerte a Magyar Tudományos Akadémia Sámuel díját. Ezután egy évig gyakorlótanárként működött, majd állást kapott a Fiumei Állami Felsőbb Leányiskolában. Fest Aladárral közösen vezette a Líceum-egyesületet és munkatársa lett a Kőrösi Sándor által szerkesztett olasz szótárnak. Több alkalommal járt állami ösztöndíjjal Olaszországban és lefordította Gabriele D’Annunzio La figlia di Iorio című verses drámáját.
Az első világháború kitörésekor Franciaországban volt tanulmányúton, ahonnan internálták. Kiszabadulása után visszatért Fiuméba, ahol 1919-ben kinevezték a leánygimnázium igazgatójává. 1920 és 1928 között a fiumei magyar magángimnázium fizetéstelen tanáraként dolgozott és a helyi olasz középiskolában tanított francia és német nyelvet. 1928-ban előbb Egerbe, majd onnan Kispestre költözött. 1932 októberében a Budapest V. Kerületi Magyar Királyi Bolyai Gimnáziumhoz került. 1937-ben nyugdíjazták. Kutatási területei az ősmagyar mitológia és rítusok voltak. Halálát tüdőtágulás okozta.
A Kozma utcai izraelita temetőben nyugszik (33C-1-8).

## Fontosabb művei
- A tagadás nyelvünkben : 1. általános rész (Budapest, 1900)
- A magyar "orvos" szó eredete (Budapest, 1931)
- Regős dalaink rejtélye (I–III. Szombathely, 1935)
- Hejgetés (Szombathely, 1940)
- A pogány magyar gyermek sírja (Budapest, 1941)
- Ó-magyar sellő: Babaján (Budapest, 1943)

## Forrás
- Gulyás Pál: Magyar írók élete és munkái – új sorozat I–XIX. Budapest: Magyar Könyvtárosok és Levéltárosok Egyesülete. 1939–1944.  , 1990–2002, a VII. kötettől (1990–) sajtó alá rendezte: Viczián János
- Magyar életrajzi lexikon I. (A–K). Főszerk. Kenyeres Ágnes. Budapest: Akadémiai. 1967.
- Révai új lexikona XI. (Kad–Kla). Főszerk. Kollega Tarsoly István. Szekszárd: Babits. 2002.  ISBN 963-927-294-9